# Leonor Varela
Leonor Varela Palma (Santiago del Cile, 29 dicembre 1972) è un'attrice e modella cilena.

## Biografia
Figlia del biologo Francisco Varela e della ballerina d'origini italiane Leonor Palma, trascorre la sua giovinezza tra Costa Rica, Germania, Stati Uniti e Francia. Nel 1992, quando i suoi familiari rientrano in Cile, lei rimane a Parigi, dove inizia la sua carriera nel mondo dello spettacolo.
Esordisce sul grande schermo nel 1995 con Pony Trek, un film per bambini. Dopo altre produzioni minori, nel 1998 ottiene una piccola parte ne La maschera di ferro. Nel 1999 interpreta il ruolo di Cleopatra nell'omonima miniserie televisiva, recitando insieme a Timothy Dalton e Billy Zane, per la regia di Franc Roddam. Nel 2001 prende parte ai film Il sarto di Panama e Texas Rangers. Nel 2002 interpreta la vampira Nyssa Damaskinos in Blade II di Guillermo del Toro.
Per la Fox partecipa nel 2003 alla serie televisiva Arrested Development - Ti presento i miei. Nel 2008 interpreta Nada nel film Hell Ride del regista e attore Larry Bishop, al fianco di Michael Madsen e Dennis Hopper.

## Filmografia

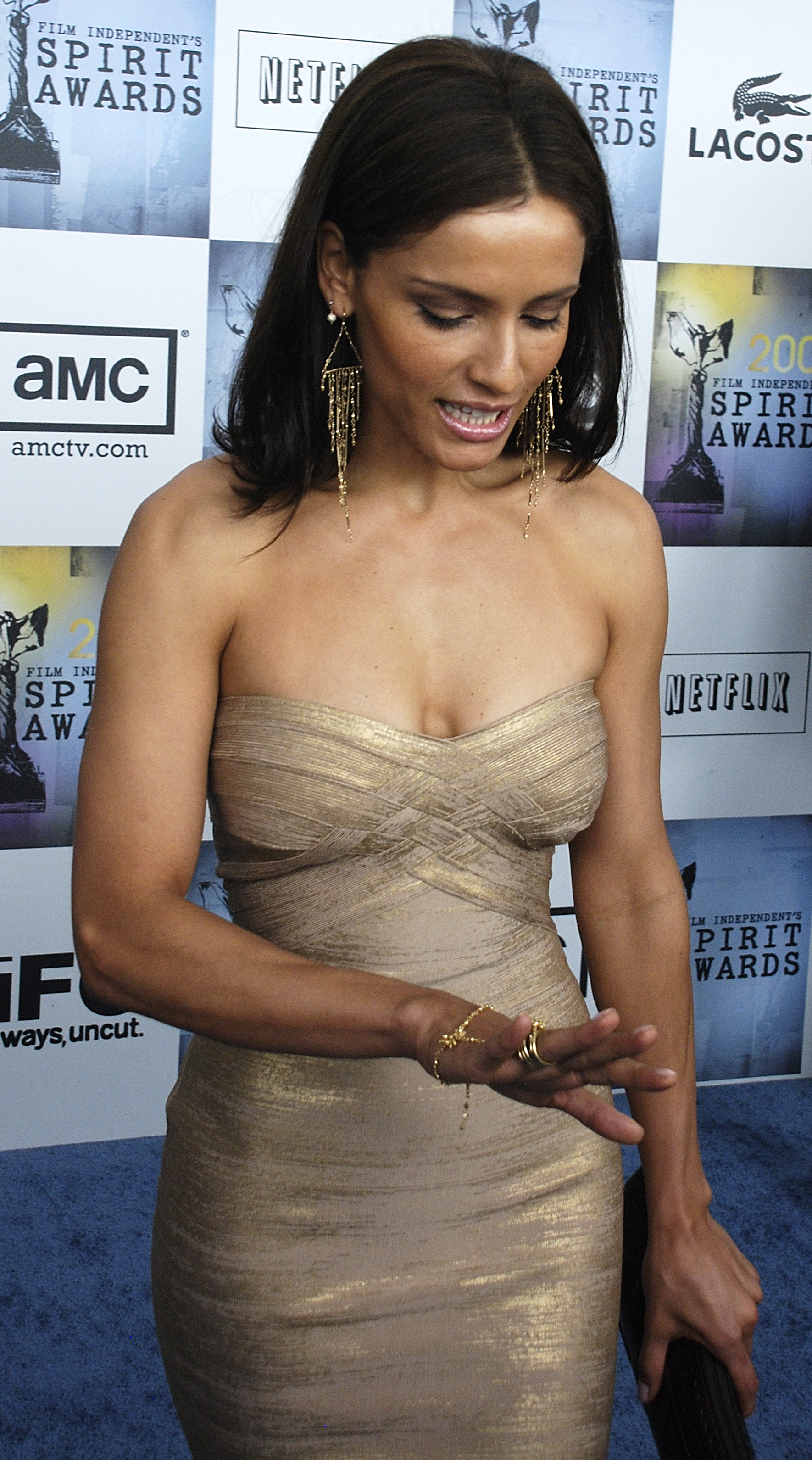
Leonor Varela nel 2009

### Cinema
- La maschera di ferro (The Man in the Iron Mask), regia di Randall Wallace (1998)
- Il sarto di Panama (The Tailor of Panama), regia di John Boorman (2001)
- Texas Rangers, regia di Steve Miner (2001)
- Blade II, regia di Guillermo del Toro (2002)
- Sta' zitto... non rompere (Tais-toi !), regia di Francis Veber (2003)
- Goal II - Vivere un sogno (Goal! 2: Living the Dream), regia di Jaume Collet-Serra (2007)
- Where God Left His Shoes, regia di Salvatore Stabile (2007)
- Sleep Dealer, regia Alex Rivera (2008)
- Hell Ride, regia Larry Bishop (2008)
- Wrong Turn at Tahoe - Ingranaggio mortale (Wrong Turn at Tahoe), regia di Franck Khalfoun (2009)
- Il luogo delle ombre (Odd Thomas), regia di Stephen Sommers (2013)
- Ride - Ricomincio da me (Ride), regia di Helen Hunt (2014)
- Captive, regia di Jerry Jameson (2015)
- Quando arriva l'amore (A Little Something for Your Birthday), regia di Susan Walter (2017)
- Alpha - Un'amicizia forte come la vita (Alpha), regia di Albert Hughes (2018)
- In viaggio con Flora (Saving Flora), regia di Mark Drury Taylor (2018)

### Televisione
- Extrême limite – serial TV, puntata 2x34 (1995)
- Pony Trek, regia di Titta Karakorpi – film TV (1995)
- Geremia il profeta (Jeremiah), regia di Harry Winer – film TV (1998)
- Cleopatra – miniserie TV, 2 episodi (1999)
- Arrested Development - Ti presento i miei (Arrested Development) – serie TV, episodi 1x03-1x04 (2003)
- Stargate Atlantis – serie TV, episodio 1x14 (2004)
- E-Ring – serie TV, episodio 1x01 (2005)
- Como ama una mujer – miniserie TV, 5 episodi (2007)
- Human Target – serie TV, episodi 1x07-2x07 (2010-2011)
- Dallas – serie TV, 7 episodi (2012)
- Agents of S.H.I.E.L.D. – serie TV, episodio 1x02 (2013)
- Lethal Weapon – serie TV, episodi 3x06-3x07 (2018)

## Doppiatrici italiane
Nelle versioni in italiano dei suoi film, Leonor Varela è stata doppiata da:
- Rossella Acerbo in La maschera di ferro, Blade II
- Ilaria Latini in Goal II - Vivere un sogno, Human Target
- Sabrina Duranti in Agents of S.H.I.E.L.D., Ride - Ricomincio da me
- Giuppy Izzo in Cleopatra
- Giovanna Martinuzzi ne Il sarto di Panama
- Francesca Fiorentini in Texas Rangers
- Tiziana Avarista in Sta' zitto... non rompere
- Angela Brusa in Alpha - Un'amicizia forte come la vita
- Monica Ward in In viaggio con Flora